# Johannes Schulz (Geistlicher)

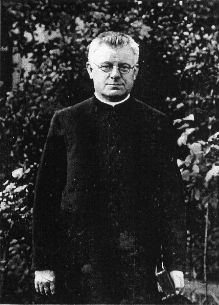
Pfarrer Johannes Schulz, 1924

Johannes Schulz, oft auch Johann Schulz (* 3. April 1884 in Völklingen, Ortsteil  Luisenthal; † 19. August 1942 in Dachau), war ein deutscher römisch-katholischer Priester der Diözese Trier, Verfolgter des NS-Regimes, Häftling in den Konzentrationslagern Buchenwald, Sachsenhausen und Dachau sowie Opfer der NS-Willkür.

## Leben und Wirken
Johannes Schulz wurde im saarländischen Völklingen als Sohn des Eisenbahn-Stationsvorstehers Conrad Schulz und dessen Frau Louise geb. Schwartz geboren. Er besuchte die Gymnasien in Trier bzw. Saarbrücken, wo er 1907 das Abitur ablegte und im gleichen Jahr ins Priesterseminar Trier eintrat.
Am 12. August 1911 erhielt er von Bischof Michael Felix Korum die Priesterweihe. Der Neupriester kam als Kaplan nach Lebach, Hl. Dreifaltigkeit und St. Marien (1911–1913) und nach Wadgassen, St. Mariä Heimsuchung (1913–1914). Bei Ausbruch des Ersten Weltkrieges meldete sich Schulz ins Feld und wurde 1917 Divisionspfarrer bei der 255. Infanterie-Division; man zeichnete ihn mit dem Eisernen Kreuz 2. Klasse aus. Nach Kriegsende wirkte Johannes Schulz als Kaplan von Bous (Saar), St. Peter (1918–1919) und erhielt zum 14. Juli 1919 die Pfarrstelle in Derlen, St. Joseph, wo er bis 1935 blieb und auch die Machtübernahme der Nationalsozialisten erlebte. Schon hier wurde er als dezidierter und aktiver Gegner dieser Weltanschauung bekannt, ebenso wie in seinem nächsten Pfarrort Nickenich, St. Arnulf, wohin man ihn 1935 versetzte. Ab 1939 amtierte er auch als Definitor des Dekanats Andernach.
Am Nachmittag des 27. Mai 1940 saßen Pfarrer Schulz und sein Konfrater Josef Zilliken aus Wassenach auf der Terrasse des Gasthauses Waldfrieden bei Maria Laach, als plötzlich Hermann Göring mit Gefolge dort als Gast erschien. Während die anderen Anwesenden sofort aufstanden und den Marschall mit dem Hitlergruß grüßten, nahmen die beiden Priester von den Vorgängen keine Notiz und ignorierten Göring.
Noch am gleichen Abend wurden beide Pfarrer verhaftet. Im Juni und Juli 1940 saßen sie im KZ Buchenwald ein, von August bis Dezember des Jahres im KZ Sachsenhausen. Ende 1940 überstellte man die Geistlichen in den Pfarrerblock des KZ Dachau. Sie mussten dort ständig mit zum Hitlergruß erhobenem Arm an einer auf eine Stange gesteckten Mütze (Gesslerhut) vorbeimarschieren, die Göring symbolisieren sollte. Als weitere Schikane hatten sie unzählige Male auf eine Schiefertafel zu schreiben: „Jeder Deutsche ist verpflichtet, den Reichsmarschall zu grüßen.“
Ab Frühjahr 1942 musste Schulz bis zur völligen Entkräftung in einem nahen Moorgebiet arbeiten. Am 5. August 1942 kam er ins Lagerkrankenhaus und ihm wurden nach Aussage eines Mitgefangenen beide Beine amputiert. Durch die harte Zwangsarbeit, Nahrungsmangel und Misshandlungen stark geschwächt, verstarb Pfarrer Johannes Schulz am 19. August 1942. Seine letzten Worte waren: „Ich sterbe für meine Gemeinde, damit alle gerettet werden für die Ewigkeit“. Sein Mitbruder Josef Zilliken erlag im Herbst 1942 der KZ-Haft.

## Posthumes Gedenken
Am 28. August 1942 fand in seinem letzten Dienstort Nickenich ein Requiem für Schulz statt, das durch die Teilnahme sehr vieler Geistlicher aus nah und fern zu einer Demonstration gegen den Nationalsozialismus wurde. Der Bürgermeister von Nickenich wollte die Urne des eingeäscherten Priesters nicht auf dem Gemeindefriedhof haben, weshalb sie 1943 in Saarbrücken beigesetzt wurde.
1949 errichtete die katholische Jugend in Elm-Derlen (vorletzter Dienstort) einen Gedenkstein für Pfarrer Schulz, auf dem nahen Hermesberg. Ihm folgte 1954 eine Gedenktafel an der Kirche St. Arnulfus in Nickenich (letzter Dienstort); 1977 eine Gedenkplatte am Priestergrab in Elm-Derlen. 2003 weihte man in Elm-Derlen eine Gedenkstätte ein und benannte den „Pfarrer-Johannes-Schulz-Platz“ nach dem Priester. Schließlich hob man die Urne des Verstorbenen in Saarbrücken und Bischof Reinhard Marx persönlich setzte sie am 7. März 2004 im Priestergrab der Gemeinde Elm-Derlen bei.
Im Bistum Trier werden die Pfarrer Schulz und Zilliken als Glaubenszeugen und Bekenner verehrt.

Lange bestanden Zweifel, ob die Verhaftung der beiden Pfarrer tatsächlich auf Göring selber zurückging oder ob das Vorkommnis im Gartenlokal nur der willkommene Aufhänger für übereifrige Lokalpolitiker war, die beiden unliebsamen Geistlichen loszuwerden. In einem erst seit jüngster Zeit zugänglichen NKWD-Geheimdienstprotokoll wurden Vernehmungsaussagen von Hitlers persönlichem Adjutanten Otto Günsche und seinem Kammerdiener Heinz Linge festgehalten. Darin befindet sich – als geschichtliche Randbemerkung – eine Passage über ein Treffen Hitlers mit Göring, im Juni 1940. Dort heißt es u. a.:

„Auch Göring war in Hochstimmung. Beim Warten auf den Wagen vor dem Unterstand schilderte er Hitler sein jüngstes 'Abenteuer'. Einige Tage zuvor war er in einem Lokal am Rhein gewesen. Alle Gäste seien aufgestanden, nur zwei katholische Priester nicht. 'Denen habe ich es aber gezeigt. Ich habe sie ins KZ geschickt', sagte Göring lachend. 'Und habe befohlen, dort eine Stange mit einer alten Mütze von mir aufzustellen. Jetzt müssen sie jeden Tag daran vorbeimarschieren und den nationalsozialistischen Gruß üben.“

Am Ort des dramatischen Geschehens, dem Gasthaus Waldfrieden, brachte man im Sommer 2010 eine Gedenktafel an, welche die Bischöfe Felix Genn sowie Stephan Ackermann enthüllten. Bischof Ackermann ist in Nickenich, der letzten Pfarrstelle von Johannes Schulz, aufgewachsen, wo die Erinnerung an den Priester durch einen alljährlichen Gedenkgottesdienst lebendig gehalten wird, Bischof Genn in Wassenach, dem letzten Dienstort von Josef Zilliken.
Die katholische Kirche hat Pfarrer Johannes Schulz als Glaubenszeugen in das deutsche Martyrologium des 20. Jahrhunderts aufgenommen.
In Trier liegt in der Jesuitenstraße 13 vor dem Bischöflichen Priesterseminar ein Stolperstein für ihn.